# حالت چهره

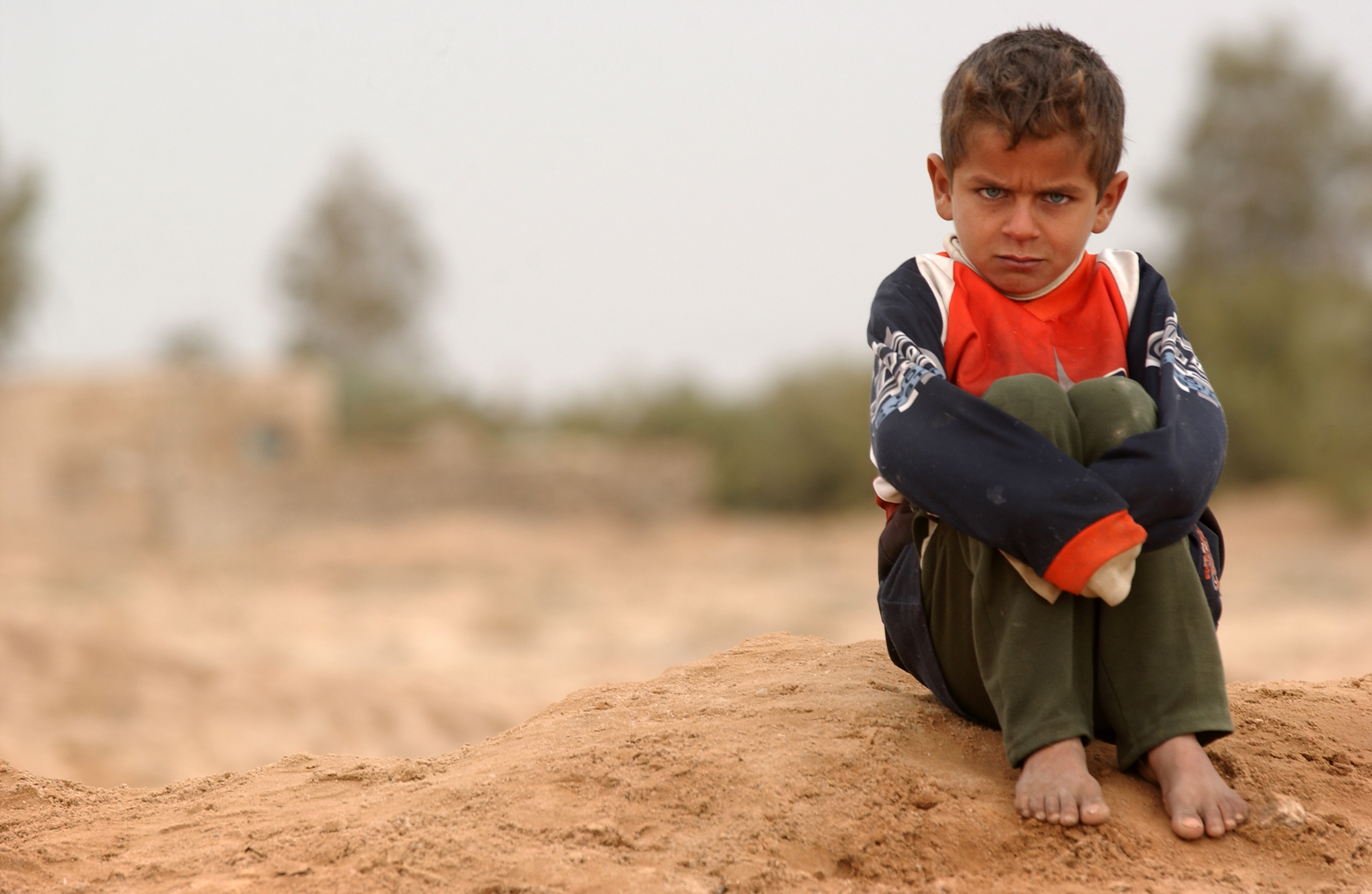
یک پسربچه در حال نشان دادن حالت خشم

حالت چهره به جایگاه یا جابجایی ماهیچه‌های صورت در زیر پوست مربوط است و می‌تواند انتقال دهندهٔ احساسات یک فرد برای بیننده باشد. حالت چهره خود نوعی ارتباط غیرکلامی است. حالت چهره از ابزارهای اولیهٔ برقراری ارتباط در انسان‌ها است اما این پدیده در دیگر پستانداران و حتی دیگر گونه‌ها هم دیده شده‌است. دگرگونی حالت چهره معمولاً با یک تجربهٔ احساسی برای مغز همراه است که در این مسئه بادامهٔ مغز به شدت در تشخیص آن نقش دارد.
برای نمونه شمار دفعات پلک زدن می‌تواند بیانگر این باشد که فرد عصبی است یا دارد دروغ می‌گوید.

## پیدایش
برای تغییر حالت چهره باید ماهیچه‌های صورت که به پوست و نیام صورت متصل اند حرکت کنند و با ایجاد خط و تا در پوست صورت حالتی را برای چهره به وجود آورند مانند حرکت ابروها و دهان. ماهیچه گیجگاهی، ماهیچه جوشی، ماهیچه بالی درونی و ماهیچه بالی جانبی که بیشتر در هنگام جویدن کاربرد دارند می‌توانند در حالت چهره تأثیرگذار باشند. این ماهیچه‌ها همگی در نخستین مراحل رشد به وجود آمده‌اند (قوس حلقی).

### مسیر رشته‌های عصبی
دو مسیر در مغز برای بیان حالت چهره وجود دارد، اگر حالت چهره ارادی باشد، اطلاعات از قشر حرکتی اولیه تا راه هرمی به ویژه راه قشری-پیازی می‌رود. اگر اطلاعات در این مسیر حرکت کند حالتی که در چهرهٔ فرد ایجاد می‌شود کاملاً ارادی و آگاهانه است.
اگر تغییر چهرهٔ فرد از سر تغییر احساسات باشد، ریشهٔ اطلاعات از دستگاه خارج هرمی است از این رو چیزی که در چهرهٔ فرد ایجاد می‌شود کاملاً غیرارادی و ناآگاهانه است. این تغییر چهره در بچه‌های زیر دو سال کاملاً آشکار است. حالت‌هایی مانند خشم، نفرت، علاقه، ترس و جاخوردن همگی از این نوع است. رفتارهایی مانند بالا بردن ابرو در هنگام گوش کردن به دیگران، اخم کردن در هنگام تمرکز و … همگی از این جمله حالات غیرارادی‌اند.